# Джоузеф Адисън
Джоузеф Адисън (на английски: Joseph Addison) е английски писател и политик. Името му обикновено се свързва с това на неговия дългогодишен приятел Ричард Стийл, заедно с когото основават влиятелния вестник „Спектейтър“ („The Spectator“).
Адисън е роден през 1672 в Милстън, Уилтшир, но малко по-късно семейството му се премества в Личфилд, Стафордшир. През 1686 Джоузеф Адисън отива да учи в училището Чартърхаус в Лондон, където се запознава с Ричард Стийл, а през 1687 постъпва в Куинс Колидж в Оксфордския университет. Там започва да пише стихове на латински и след дипломирането си става преподавател в Магдалън Колидж. През 1694 публикува книга с биографии на по-важните английски поети, както и превод на „Георгики“ на Вергилий.
Първите опити на Адисън да пише стихове на английски са толкова успешни, че привличат вниманието на Джон Драйдън, Джон Сомърс и Чарлз Монтагю, с чиято помощ през 1699 получава стипендия, за да пътува из Европа и да се подготви за дипломатическа длъжност. След смъртта на крал Уилям III през 1702 стипендията му е спряна и на следващата година той се връща в Англия.
През 1704 правителството възлага на Адисън да напише поема, посветена на английската победа в битката при Бленхайм. „Нападението“ („The Campaign“) постига такъв успех, че след връщането на власт на вигите през 1705 той е назначен за помощник държавен секретар и придружава Чарлз Монтагю при посещението му в Хановер. През 1708 е избран за депутат, а малко след това – за Главен секретар за Ирландия. От 1707 до 1713 е депутат и в ирландската Камара на представителите.
През 1709 Ричард Стийл започва да издава вестник „Татлър“ („Tatler“) и Адисън бързо става един от основните му сътрудници. През 1711 двамата основават „Спектейтър“, който с известно прекъсване излиза до кроя на 1714. През 1713 Адисън завършва пиесата си „Катон“ („Cato“) която има голям успех. През 1715 – 1716 издава нов вестник, свързан с партията на вигите, „Фрийхолдър“ („The Freeholder“). През 1716 се жени за графиня Уоруик, на чийто син дава частни уроци, а през 1717 – 1718 е държавен секретар.
Джоузеф Адисън умира през 1719 в Лондон и е погребан в Уестминстърското абатство.